# San Sebastian d'Uraba
San Sebastian d'Uraba fut l'un des tout premiers établissements des conquistadors lors de la Colonisation espagnole de la terre ferme d'Amérique, fondé en 1510 par le conquistador Alonso de Ojeda dans le golfe d'Uraba, sur le territoire de l'actuelle Colombie.
Il s'agissait d'un fort, fait d'une palissade de bois, protégeant des maisons, sur la rive est du Golfe, nommé ainsi car les espagnols pensent que ce saint va les protéger des flèches empoisonnées. Le climat y est très chaud et humide, la terre marécageuse et les indiens hostiles. Les hommes d'Alonso de Ojeda voulaient pour cette raison revenir à Hispaniola. 
Ojeda, blessé par une flèche empoisonnée, dut repartir se faire soigner à Hispaniola et ramener des vivres, en laissant une partie de ses hommes dans le fort, où Bernardino de Talavera, un capitaine du bateau pirate, accepte d'abord de les ravitailler en échange d'or et d'esclaves. 
Pour secourir les quelques conquistador restés dans le fort, une nouvelle expédition sera lancée d'Hispaniola, non par Alonso de Ojeda mais par Martins Fernando de Enciso, guidée par l’expérience et les connaissances de Vasco Nunez de Balboa, qui conseilla la fondation d’une nouvelle ville, de l'autre côté du Golfe, au bord du Río Atrato : c'est la naissance d'une véritable ville Santa María la Antigua del Darién. Un troisième établissement avait été fondé à peu près au même moment sur la côte nord du Panama, à Nombre de Dios.